# Nuno Piloto
Nuno Miguel Torres Piloto Albuquerque, più noto come Nuno Piloto (Tondela, 19 marzo 1982), è un allenatore di calcio ed ex calciatore portoghese, di ruolo centrocampista, vice allenatore del Porto.

## Caratteristiche tecniche
Interno di centrocampo, può giocare anche come mediano.